# Letters from Iwo Jima
Letters from Iwo Jima (japansk: 硫黄島からの手紙) er en Oscar-belønnet japansksproget amerikansk krigsfilm fra 2006. Den er instrueret af Clint Eastwood og handler om slaget om Iwo Jima (februar-marts 1945) set med japanske øjne, særligt fra en almindelig japansk soldats og fra den japansk øverstkommanderendes synsvinkel. Den komplementerer Eastwoods film Flags of Our Fathers som handler om det samme slag, set fra amerikansk synspunkt. Filmens dialog er næsten udelukkende på japansk, men blev produceret af et amerikansk filmselskab.
Filmen havde premiere i Japan 9. december 2006 (硫黄島からの手紙) og blev udgivet nogle få steder i USA elleve dage efter, så den skulle kunne komme i betragtning til Oscaruddelingen for 2006-film. I januar 2007 fik filmen premiere generelt i USA. Den fik premiere i Danmark 23. februar 2007, på årsdagen for amerikanernes erobring af øens højeste punkt på Suribachibjerget.
Filmen blev nomineret til fire Oscar under den 79. Oscar-uddeling for bedste film, bedste instruktør og bedste originale manuskript og desuden bedste lyd som filmen vandt prisen for.

## Rolleliste
| Skuespiller       | Rolle                         |
| ----------------- | ----------------------------- |
| Ken Watanabe      | General Tadamichi Kuribayashi |
| Kazunari Ninomiya | Saigo                         |
| Tsuyoshi Ihara    | Baron Takeichi Nishi          |
| Ryo Kase          | Shimizu                       |
| Shidou Nakamura   | Løjtnant Ito                  |
| Nae Yuki          | Hanako (Saigos hustru)        |